# Ligne de Diekirch à Vianden
Pour les articles homonymes, voir Benny et Benni.
La ligne de Diekirch à Vianden, communément dénommée Benni ou Benny, est une ancienne ligne de chemin de fer à voie métrique de 14 km de long qui reliait Diekirch à Vianden.
Exploitée en 1889 par la Société anonyme des chemins de fer cantonaux luxembourgeois (CC), elle l'est ensuite par les Chemins de fer à voie étroite (CVE) à partir de 1934 lors de la fusion des trois compagnies exploitant les lignes à voie étroite. La Deutsche Reichsbahn reprend l'exploitation en 1942, sous l'occupation, puis la Société nationale des chemins de fer luxembourgeois en 1946.
Elle voit son exploitation arrêtée en 1948.

## Histoire
La construction de la ligne est approuvée le 28 avril 1886 et est déclarée d'utilité publique le 11 mai 1887,, permettant le début des travaux dans la foulée. La ligne est mise en service le 9 avril 1889 par la Société anonyme des chemins de fer cantonaux luxembourgeois et transporte voyageurs et marchandises. Une ligne de 7 km vers la mine de fer de Stolzembourg avait été envisagée, mais n'a jamais vu le jour.
En raison de la hausse des coûts d'exploitation, l'entretien de la ligne a été réduit au minimum. Lorsque la Société anonyme des chemins de fer cantonaux luxembourgeois fut reprise par l'État en 1924, une rénovation lourde de la ligne a été entreprise. Toujours déficitaire, une fermeture est envisagée dans les années 1930, la ligne est définitivement fermée le 2 mai 1948, dans le cadre de l'arrêté grand-ducal du 3 mars 1948 « portant suppression du service ferroviaire sur les lignes de Grundhof à Beaufort, de Cruchten à Larochette et de Diekirch à Vianden et son remplacement par un service d'autobus et de camions. »,. La voie est déposée en 1950.

## La ligne
Longue de 14 km, la ligne Diekirch-Vianden avait pour objectif de relier les deux villes. Son profil était peu favorable, avec une déclivité maximale de 32,5 ‰. Il fallait une heure pour parcourir la ligne.

## Matériel roulant
La ligne a été exploitée à l'aide de locomotives à vapeur, ainsi que des autorails diesel-électriques transférés depuis la ligne de Luxembourg à Echternach.

## Vestiges
La section de Fouhren à Vianden, est aujourd'hui aménagée en piste cyclable. 